# Milas (district)
Milas is een Turks district in de provincie Muğla en telt 120.508 inwoners (2007). Het district heeft een oppervlakte van 2.110,25 km². Hoofdstad is Milas.
De bevolkingsontwikkeling van het district is weergegeven in onderstaande tabel.
| 1997    | 2000    | 2007    |
| ------- | ------- | ------- |
| 106.665 | 112.808 | 120.508 |

## Gemeenten in het district
Bafa • Beçin • Güllük • Ören • Selimiye

## Plaatsen in het district
Ağaçlıhüyük • Akçakaya • Akçalı • Akkovanlık • Akyol • Alaçam • Alatepe • Aslanyaka • Avşar • Bağdamları • Baharlı • Bahçeburun • Bahçeköy • Balcılar • Bayırköy • Beyciler • Boğaziçi • Bozalan • Çakıralan • Çallı • Çamköy • Çamlıbelen • Çamlıca • Çamlıyurt • Çamovalı • Çandır • Çınarlı • Çiftlikköy • Çomakdağkızılağaç • Çökertme • Çukurköy • Damlıboğaz • Danışment • Demirciler • Dereköy • Derince • Dibekdere • Dörttepe • Eğridere • Ekinambarı • Ekindere • Epçe • Ekrenli • Fesliğen • Gökbel • Gökçeler • Göldere • Gölyaka • Günlük • Gürceğiz • Gürçamlar • Hacıahmetler • Hasanlar • Hisarcık • Hüsamlar • İçme • İkizköy • İkiztaş • Kafaca • Kalemköy • Kalınağıl • Kandak • Kapıkırı • Karacaağaç • Karacahisar • Karahayıt • Karakuyu • Karapınar • Kargıcak • Karşıyaka • Kayabaşı • Kayabükü • Kayadere • Kazıklı • Kazıklıbucak • Kemikler • Ketendere • Kılavuz • Kırcağız • Kısırlar • Kıyıkışlacık • Kızılağaç • Kızılcakuyu • Kızılcayıkık • Konak • Korucuk • Koruköy • Köşkköy • Kultak • Kurudere • Kuzyaka • Küçükdibekdere • Menteş • Meşelik • Narhisar • Olukbaşı • Ortaköy • Ovakışlacık • Pınararası • Pınarcık • Pınarköy • Sakarkaya • Sarıkaya • Savran • Sekköy • Söğütçük • Şenköy • Tuzabat • Türkevleri • Ulaş • Yakaköy • Yaşyer • Yoğunoluk • Yusufca
Bodrum · Dalaman · Datça · Fethiye · Kavaklıdere · Köyceğiz · Marmaris · Milas · Muğla · Ortaca · Ula · Yatağan